# Il mio cielo
(Dalila Di Lazzaro - da Il mio cielo)
Il mio cielo è il primo libro autobiografico pubblicato dalla modella e attrice Dalila Di Lazzaro
Presentato a Milano, nel novembre 2006, il libro è poi diventato un best seller per la Piemme Editore.

## Trama
La Di Lazzaro racconta la propria vita, dall'infanzia, difficile e segnata da una violenza subita a sei anni, la maternità all'età di quindici, i problemi conflittuali con la famiglia, fino ad arrivare all'apice del successo, la carriera da modella prima e da attrice poi, e la morte del figlio Christian, scomparso a causa di un incidente stradale. 
Fortemente provata, l'attrice deciderà di lasciare per anni le scene cinematografiche.
Il tutto nello sfondo dell'incidente che l'ha costretta a letto per diversi anni e che ancora oggi le permette pochi e brevi istanti di vita normale, prigioniera di un dolore cronico che non le dà tregua.